# Legnava
Legnava és un poble i municipi d'Eslovàquia. Es troba a la regió de Prešov, al nord del país.

## Història
La primera referència escrita de la vila data del 1427.

## Demografia
| Godina             | 1994 | 2004    | 2014    | 2024    |
| ------------------ | ---- | ------- | ------- | ------- |
| Nombre de persones | 193  | 146     | 117     | 87      |
| Diferència         |      | −24,35% | −19,86% | −25,64% |

| Godina             | 2023 | 2024   |
| ------------------ | ---- | ------ |
| Nombre de persones | 90   | 87     |
| Diferència         |      | −3,33% |